# Arboretum Södra Bergsgården
Arboretum Södra Bergsgården är en privat samling av träd, arboretum, med särskild inriktning på ädelgranar. Arboretet finns i Löa, i Lindesbergs kommun, och inleddes 1980. Samlingen uppgår till drygt 80-tal arter som är kartlagda och finns tillgänglig på internet.